# Нуси-Бураха
Нуси-Бураха, ранее Сент-Мари (малаг. Nosy Boraha, фр. Île Sainte-Marie) — остров в Индийском океане у восточного побережья Мадагаскара.
Административно входит в район Аналанджируфу в провинции Туамасина Мадагаскара.

## География
Отделён от Мадагаскара проливом шириной 6 км в самой узкой части. Имеет вытянутую с юго-юго-запада на северо-северо-восток форму, длина 49 км, ширина 5-10 км. У южной оконечности острова Нуси-Бураха расположен небольшой остров Нуси-Нату (Нат), отделённый проливом шириной около 400 м.

## История
История острова связана с пиратами, имевшими базу на острове. Сент-Мари упоминается в связи с вымышленным пиратским государством Либерталия.

## Население
Население 16 325 жителей (2001). Главный населённый пункт — Амбудифутутра.

## Транспорт
В южной части острова имеется аэропорт, обслуживающий местные авиалинии.